# Herrschaft Montagny
Die Herrschaft Montagny war ein Territorium im heutigen Kanton Freiburg in der Schweiz. Als Herrschaftsgebiet der Edlen von Montagny bestand das Territorium seit dem 12. Jahrhundert. Der Herrschaftssitz war das Schloss von Montagny-les-Monts, heute einem Ortsteil der Gemeinde Montagny.

## Geschichte
Die Selbständigkeit der Herrschaft Montagny endete im Jahre 1405, als die Savoyer die Landesherrschaft übernahmen. Nach der Eroberung durch die Freiburger und der Zerstörung des Schlosses im Jahre 1447, konnten die Savoyer das Territorium ein Jahr später noch einmal zurückgewinnen. Im Jahre 1478 kaufte schliesslich Freiburg die Herrschaft, die bis 1798 als Vogtei bestehen blieb.

## Geographie
Zum Territorium der Herrschaft zählte neben den Dörfern und Weilern, die heute zur Gemeinde Montagny gehören, auch das Gebiet der heutigen Gemeinden Domdidier, Dompierre, Russy, Lovens, Gletterens und Prez-vers-Noréaz. Dazu kam Streubesitz in der näheren Umgebung, am Vully und am Genfersee.